# 加藤主税
加藤 主税（かとう ちから、1947年1月17日 - ）は、日本の言語学者。椙山女学園大学名誉教授。マジック講師、若者言葉評論家、運命学評論家、若者生態評論家。

## 来歴・人物
愛知県瀬戸市出身、在住。瀬戸市立深川小学校、瀬戸市立本山中学校、愛知県立瀬戸高等学校卒業、1969年、愛知教育大学卒業、1971年、大阪大学大学院文学研究科修士課程 (英語学) 修了、1975年大阪大学大学院文学研究科博士課程 (英語学) 満期退学、1975年愛知工業大学専任講師、1983年愛知工業大学助教授、1987年椙山女学園大学人間関係学部教授。2017年同大定年退職と同時に名誉教授。現在に至る。1975年〜2011年にかけて、三重大学、名城大学、名古屋学院大学、金城学院大学、愛知学院大学、愛知淑徳大学、名古屋外国語大学、名古屋商科大学、名古屋文化短期大学にて講師を勤める。
死語の概念を確立し、「コトバ生態学」を構築した。造語「ケーチュー（携帯電話依存症、携帯電話中毒、Keichu）」は新語として注目を浴びた。1998年、日本初の大学の正式科目として、名古屋文化短期大学にて「運命学」を開講した。

## 著書
- 『精選英語読本第1巻〜精選英語読本第10巻』私家版, 1977〜1997
- 『キロの手相の秘訣』私家版, 1975
- 『実践 手相例』私家版, 1977
- 『英語と日本語と英語教育』晃学出版社, 1988
- 『大学英作文のエッセンス』朝日出版社, 1989
- 『改訂版 キロの手相の秘訣』私家版, 1990
- 『女子大生が選んだ 名古屋発 驚異の若者コトバ事典』私家版, 1993
- 『驚異の若者コトバ事典』海越出版社, 1993
- 『女子大生が集めた あだな、ニックネーム事典』私家版, 1994
- 『あだな、ニックネーム大事典』中日出版社, 1996
- 『女子大生が集めた おもしろ死語事典』私家版, 1996
- 『ちから教授が集めた 女子大生の内緒話』近代文藝社, 1997
- 『世紀末死語事典』中央公論社, 1997
- 『女子大生が解説 ミョーな表現集』私家版, 1997
- 『ペット大好き人間御用達 最新ペット名事典』私家版, 1998
- 『女子大生がつけたい 赤ちゃんの名前大集合』私家版, 1999
- 『日本語七変化』中央公論新社, 1999
- 『女子大生が目撃 イヤな行動集』私家版, 2000
- 『本当の自分がわかる運命学』PHP研究所, 2000
- 『嫌われる人々 - 女子大生が見た嫌われしぐさ』ライフ企画, 2000
- 『女子大生のホンネ わたし達のゼイタクな不平不満』私家版, 2001
- 『フシギことば学』翔雲社, 2001
- 『精選英語読本第11巻』私家版, 2002
- 『女子大生のほのぼの話』私家版, 2002
- 『日本語発掘 - 和語の世界』晃学出版社, 2002
- 『女子大生が解説 ケータイネットで新人間関係』私家版, 2003
- 『ちから教授のコトバ学』ミネルヴァ書房, 2004
- 『若者言葉事典』私家版, 2004
- 『女子大生の好きな死語事典』私家版, 2005
- 『(最新版)女子大生が大好きな 死語事典』中部日本教育文化会, 2005
- 『最新若者言葉事典』中部日本教育文化会, 2005
- 『女子大生がマジに付けたい「赤ちゃん名」事典』私家版, 2006
- 『ちから教授もびっくり仰天! ホントかなウソかな 女子大生が集めた天地がひっくり返りそうなはなし』中部日本教育文化会, 2006
- 『愛情たっぷり 赤ちゃんの名前事典』中部日本教育文化会, 2006
- 『女子大生が集めた「あだな」事典』私家版, 2007
- 『女子大生のホンネ』中部日本教育文化会, 2007
- 『女子大生のツッコミ話』私家版, 2008
- 『精選英語読本第12巻』私家版, 2008
- 『女子大生のココロに残った言葉』私家版, 2009
- 『使ってみると面白い! 女子大生の四字熟語会話』私家版, 2010
- 『「SJG」(椙女ガール)による ジェネレーションギャップ解消本 - 死語+武士語(オマケ)』 私家版, 2011
- 『「SJG(椙女ガール)31」による 一生忘れられない思い出』私家版, 2012
- 『椙女大生による おじさんに教えてあげる ワタシ達の常識』私家版, 2013
- 『女子大占い軍団とちから教授による 楽しい手相』中部日本教育文化会, 2013
- 『*ケーチューから**スマチューへ〜若者ネット新人間関係〜』私家版, 2014
- 『ちから教授が集めた 女子大生の秘密話』私家版, 2015
- 『椙女大生が集めた 現代若者コトバ事典』私家版, 2016
- 『精選英語読本第13巻』私家版, 2016
- 『ちから教授の この道 我がみち』私家版,2016
- 『ちから教授のコトバ生態学』中部日本教育文化会2016
- 『ちから教授退職記念号　究極死語事典』私家版,2017

## 共著書
- 『新英語学辞典』研究社, 1982
- 『外国語辞典』集英社, 1983
- 『大学教養英文法』朝日出版社, 1983 （福井慶一郎と共著）
- 『改訂版 大学教養英文法』朝日出版社, 1987（福井慶一郎と共著）
- 『大学英文法のエッセンス』朝日出版社, 1988（福井慶一郎と共著）
- 『手は口ほどにものを言う』六法出版社, 1996
- 『読むための基礎英文法』朝日出版社, 2006（福井慶一郎と共著）